# Ludwig von Benedek

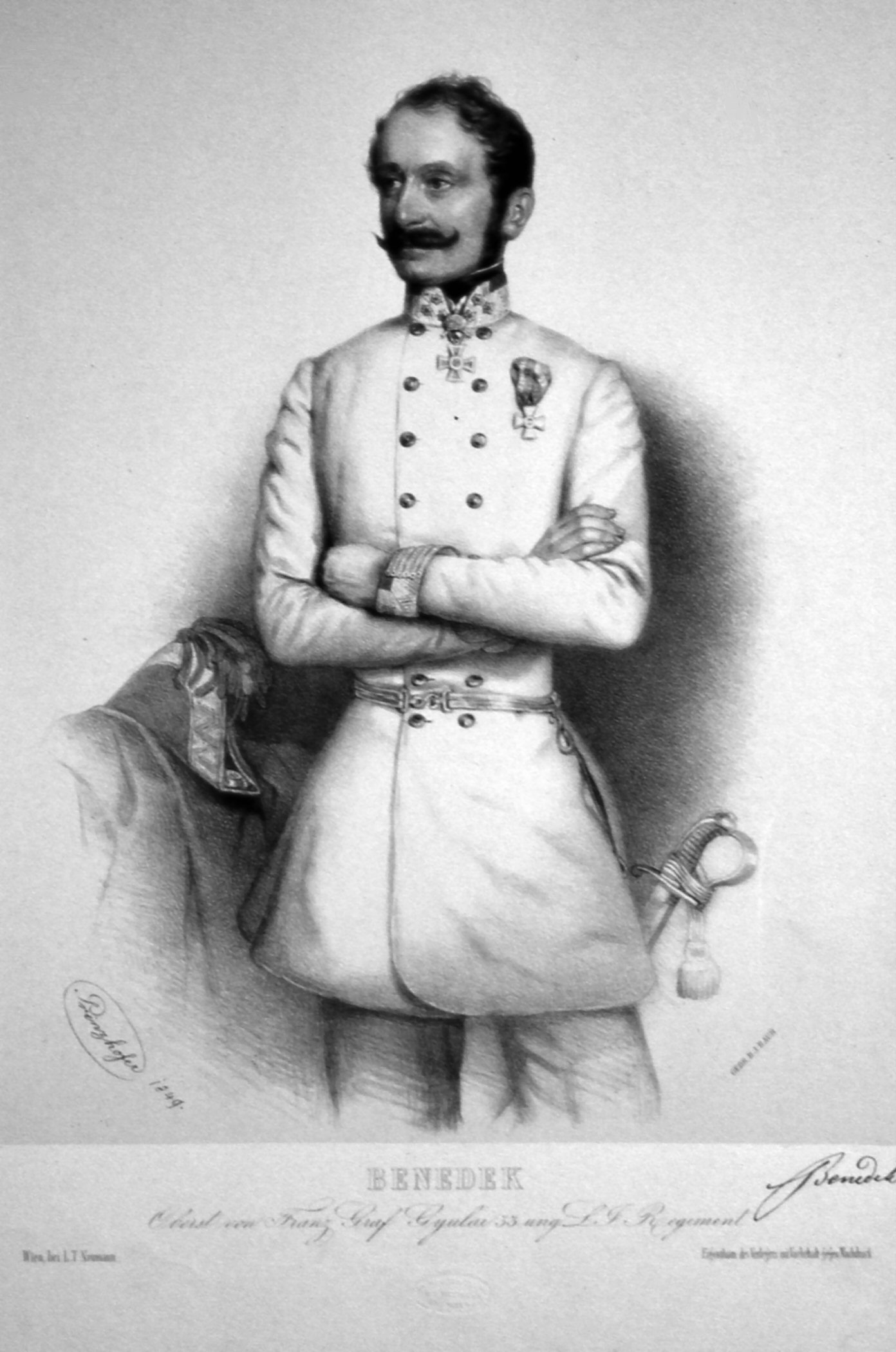
Ludwig von Benedek (litografía de Prinzhofer, 1849).

Ludwig August Ritter von Benedek (14 de julio de 1804 - 27 de abril de 1881), también conocido como Lajos Benedek, fue un general (Feldzeugmeister) austriaco de ascendencia húngara, más conocido por comandar el ejército imperial en 1866 en la batalla de Königgrätz contra el ejército prusiano.

## Primeros años
Benedek nació en Sopron, hijo de un médico. Recibió su formación en la Academia Militar Teresiana en Viena, donde se graduó el séptimo de su promoción. En 1822, fue asignado al 27.º regimiento de infantería del Ejército austríaco imperial. Fue hecho teniente primero en 1833, y fue asignado al Cuartel General de Intendencia. En 1835, fue promovido al rango de capitán.
En 1840 Benedek fue hecho mayor y ayudante del comandante general de Galitzia. Mientras todavía servía en Galitzia fue ascendido de nuevo a teniente-coronel en 1843. Por la supresión de un levantamiento en la ciudad de Gdow en 1846 le fue concedida la Cruz de Caballero de la Orden de Leopoldo así como recibió el rango de coronel.

### Comandante en Italia
En agosto de 1847, a Benedek se le confió el mando del 33.º regimiento de infantería en Italia. El 5 de abril de 1848 tomó el control del mando de una brigada de nueva creación que consistía de dos batallones. Esta brigada vio batalla en la primera guerra de Independencia italiana en varias ocasiones, notablemente en Curtatone en 1848. Al día siguiente, Benedek lideró sus tropas en la Batalla de Goito.
Benedek fue más tarde reconocido con la Cruz de Comandante de la Orden de Leopoldo, y la Cruz de Caballero de la Orden Militar de María Teresa. Esto convertía a Benedeck oficialmente en caballero (en adelante recibiría el nombre de Ludwig, Ritter von Benedek). El 3 de abril de 1849 pasó a ser mayor general y fue seleccionado para el personal del Cuartel General Jefe de Intendencia con el 2.º Ejército en Italia.

## Hungría e Italia

### Revolución húngara

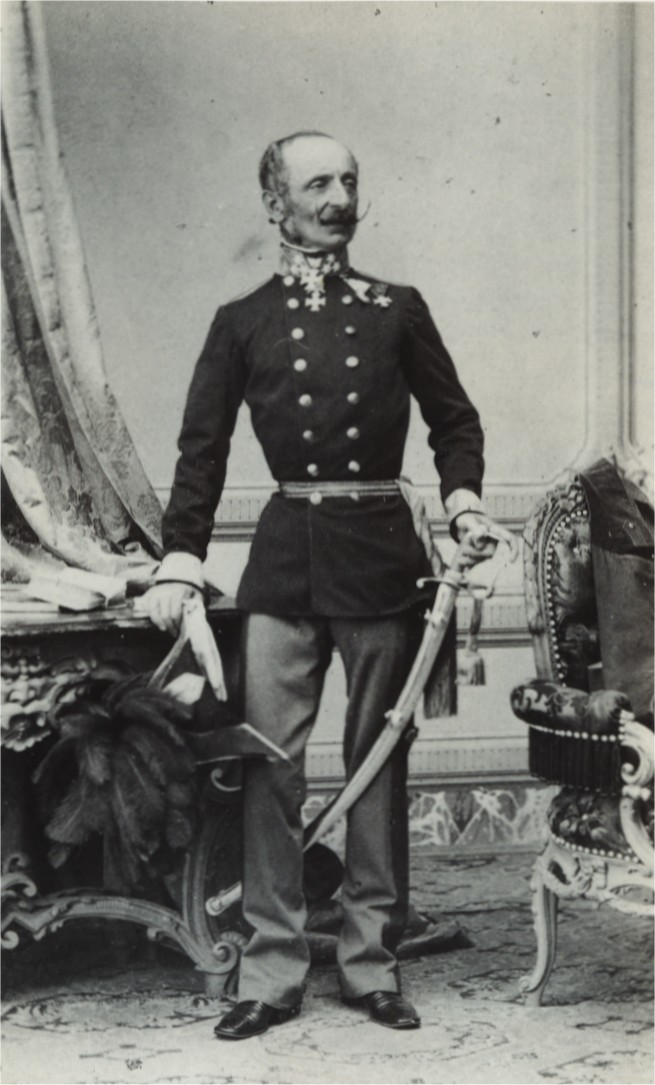
Ludwig Ritter von Benedek, 1860.

En 1849, Benedek fue enviado a Hungría. Liderando sus tropas en la batalla de Győr, fue instrumental en derribar la rebelión. En otra batalla en Szőny fue gravemente herido. Recibió la Cruz al Mérito Militar y fue hecho coronel de un regimiento. Al mismo tiempo se convirtió en jefe del estado mayor de Radetzky en Italia.
Fue promovido a teniente general (Feldmarschallleutnant) en 1852 y, cuando Radetzky se retiró en 1857, Benedek pasó a convertirse en el comandante del II. Cuerpo de Ejército.

### Batalla de San Martino/Solferino
A principios de 1859, Benedek era comandante general del VIII. Cuerpo de Ejército en la segunda guerra de Independencia italiana. El 27 de mayo de 1859, fue promovido al rango de Feldzeugmeister, segundo en el mando de todo el Ejército austríaco. El 24 de junio, a las órdenes del joven emperador Francisco José I, luchó en la batalla de Solferino contra las tropas francesas del emperador Napoleón III.
Benedek fue atacado por el flanco derecho por el entero ejército del rey Víctor Emmanuel II de Piamonte-Cerdeña, solo unos pocos kilómetros al norte de Solferino en la batalla de San Martino. Las unidades austriacas hicieron retroceder a los piamonteses en un principio y fueron capaces de mantener sus posiciones. Al mismo tiempo Francisco José era derrotado en Solferino y Benedek salió en su ayuda en su retirada a San Martino. Por este hecho recibió la Cruz de Comandante de la Orden Militar de María Teresa en 1859.
Después de la derrota austríaca, Benedek fue seleccionado como Jefe del Cuartel General de Intendencia el 31 de enero de 1860, y a la gubernatura de Hungría en abril.
El 20 de octubre de 1860, Benedek asumió el comando de las fuerzas austríacas en Lombardía-Venecia, Carintia, Carniola, el Tirol y la Costa del Adriático y fue reconocido con la Gran Cruz de la Orden de Leopoldo con Decoración de Guerra el 14 de enero de 1862.

### Filosofía militar y política
Benedek era un firme partidario del concepto de que el ejército era el jefe guardián de la monarquía Habsburgo y necesario para protegerla de las fuerzas liberales y nacionalistas; la lealtad a la dinastía y la monarquía eran de suma importancia, a lo que seguía la sospecha sobre los profesionales civiles y las clases empresariales. En una circular a sus oficiales en marzo de 1861 advertía contra los "revolucionarios internacionales, abogados y doctores sin prácticas, periodistas ambiciosos y hambrientos de dinero, profesores y maestros de escuelas insatisfechos" así como "nobles endeudados y magnates cobardes" quienes amenazaban la monarquía. Un año después además afirmaba en Verona que el propósito del ejército era "servir, luchar, y si era necesario morir con honor por el emperador y señor supremo de la guerra". Benedek creía en un concepto tradicional de la guerra donde el valor y coraje eran de capital importancia, donde las "normas simples" eran superiores a los "cálculos complicados". Siguiendo esta vena, se oponía a la noción de un estado mayor nacional al estilo prusiano de oficiales seleccionados por su educación e intelecto.

## Guerra austro-prusiana

### Batalla de Königgrätz

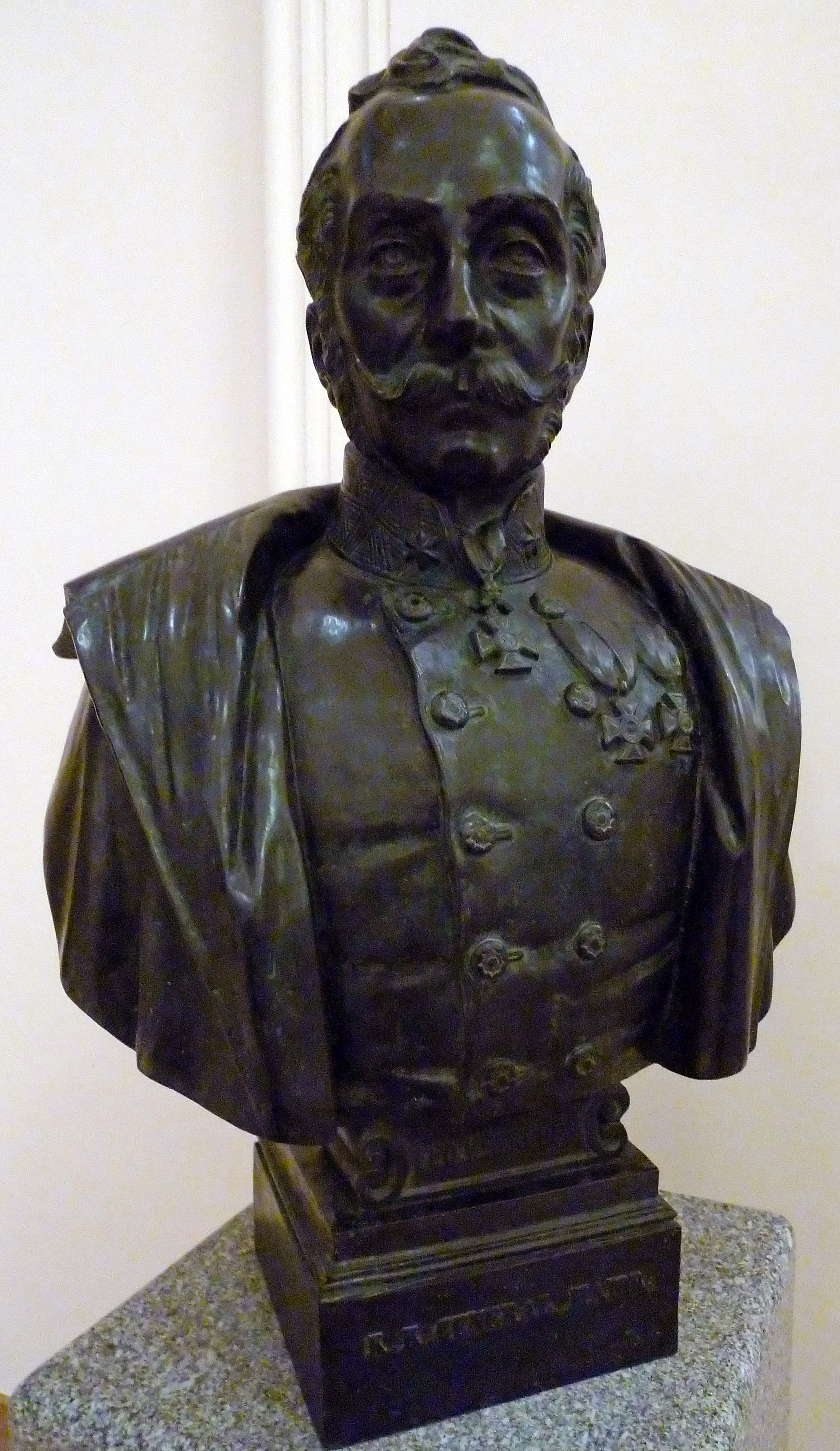
Busto de Benedek en el Heeresgeschichtliches Museum Wien.

A la implosión de la guerra austro-prusiana en 1866, Benedek fue hecho comandante en jefe del Ejército del Norte. Previamente había declinado este puesto por tres veces, proclamando que ni conocía el terreno en el norte ni al enemigo. Retrasando su partida desde Verona por casi dos meses, llegó a Viena para el 12 de mayo y no estableció sus cuarteles generales en Olmütz (Olomouc) hasta el 26 de mayo. Además, sus dos jefes de Estado Mayor, von Krismanić y von Henikstein, alentaron su pesimismo y renuencia a encararse con el enemigo.
Mientras los prusianos avanzaban y derrotaban a los aliados alemanes de Austria (Hanóver, Hesse-Kassel, y Sajonia), Benedek permaneció en una postura defensiva. Urgido a avanzar por el emisario del emperador Francisco José, el teniente coronel Friedrich Beck, Benedek y su estado mayor replicaron que el ejército todavía no estaba preparado. Preocupado por asuntos sobre los uniformes militares y ceremoniales y enfatizando la importancia del combate cuerpo a cuerpo en las batallas (a pesar de la superioridad de los rifles prusianos), Benedek solo desplegó sus tropas a finales de junio. Marchando en tres columnas, tomaron posiciones defensivas cerca de la fortaleza de Josefstadt y en los pasos montañosos sajones y silesios.
Cuando los prusianos cruzaron a Bohemia, Benedek fracasó en movilizar sus fuerzas contra las formaciones enemigas separadas y sufrió derrotas a lo largo de todo el frente (excepto con graves costes en Trautenau). A pesar de ordenar un cambio de tácticas y repentinamente admitir la importancia del fuego de artillería por delante de la carga de bayoneta, la moral tanto entre los mandos como entre los soldados se tambaleaba. Benedek ordenó a sus tropas retroceder hasta Olmütz. Afirmando que una "catástrofe" estaba a las manos, rogó al emperador que firmara la paz con Prusia. Cuando esto fue rechazado, dispuso a su ejército en una posición defensiva contra el Elba entre Sadowa y Königgrätz.
Cuando el 3 de julio de 1866 los prusianos atacaron, Benedek tenía ventaja numérica. Aunque solo esperaba tener que enfrentarse al Primer Ejército Prusiano, la llegada del Segundo Ejército Prusiano a las órdenes del Príncipe Heredero Federico Guillermo, atacando al flanco austríaco en Chlum rompió las líneas austríacas. Benedek ordenó una retirada y cruzó el río él mismo por la tarde para informar al emperador que la catástrofe que temía, en realidad, ya había tenido lugar. Ofreció reunir a sus tropas otra vez en Olmütz pero la retirada se convirtió en casi una desbandada. El 10 de julio, el Archiduque Alberto fue seleccionado como comandante de todos los ejércitos y estableció defensas alrededor de Viena. No obstante, los prusianos habían alcanzado sus objetivos y estaban sufriendo un brote de cólera mientras los austriacos estaban desesperados por un fin de la contienda; un armisticio fue firmado el 21 de julio.

### Pérdida de la Comandancia
Esto puso al emperador Francisco José I en una difícil posición. Existía una amplia demanda para que la culpa de la derrota cayera sobre Benedek. Dimitió como comandante en jefe en Pressburg (Bratislava) el 26 de julio de 1866. El más alto senado militar impuso un consejo de guerra sobre él e iba a ser investigado por el desarrollo de la batalla. Esto fue detenido por instrucción del emperador.
Benedek fue ordenado no volver a hablar nunca más sobre las circunstancias de la derrota. Cuando un mordaz artículo en el Wiener Zeitung el 8 de diciembre de 1866 le culpaba únicamente a él por la catástrofe, no tuvo derecho a responder.
El anterior primer soldado del Imperio vivió otros quince años en tranquilo retiro en Graz, y murió ahí el 27 de abril de 1881.